# Karl Danzfuß
Karl Danzfuß (* 24. November 1883 in Klein Rosenburg; † 9. August 1937 in Elbing) war ein deutscher Pädagoge.
Der Sohn eines Amtssekretärs besuchte die Volksschule und das Lehrerseminar in Barby bis 1904. Nach dreijährigem Militärdienst wurde er Lehrer u. a. in Elsterwerda und ab 1910 Seminarlehrer in Barby. Daneben machte er in Posen eine wissenschaftliche Ausbildung und begann 1914 ein Studium der Pädagogik, Psychologie und Naturwissenschaften in Halle (Saale). Nach dem Wehrdienst im Ersten Weltkrieg setzte er das Studium ab 1919 fort und promovierte 1922 an der Universität Halle mit einer Dissertation zur Tonpsychologie bei Theodor Ziehen. Bis 1929 arbeitete er wieder in Barby, bevor er 1929 zum Professor an die Pädagogische Akademie Dortmund berufen wurde. 1934 wurde er mit Lehrauftrag für Mathematik und Pädagogik an die Hochschule für Lehrerbildung in Frankfurt (Oder) versetzt und trat in die NSDAP ein. Bereits im Herbst 1934 wurde er an die HfL Elbing geholt und im Folgejahr als Direktor für den abgesetzten Karl Plenzat berufen. Bereits 1937 starb Danzfuß an Herzversagen.
Auf einer Tagung des NS-Lehrerbunds erläuterte er am 23. Januar 1935 sein pädagogisches Verständnis für die nationalsozialistische Hochschule, darin ähnlich wie die nationalsozialistischen Hochschulführer Herbert Freudenthal in Hirschberg und Max Momsen in Cottbus: Hier seien
„nur Männer am Platze, die ihre nationalsozialistische Haltung und Gesinnung in ihrer gesamten Lebensführung verkörpern. Es taugt nicht der weltabgewandte Gelehrte, der in seiner Studierstube über Büchern hockt, sondern der Jugendführer, der politische Soldat, der an der Spitze der Jugend marschiert, der mit ihr in der Lagergemeinschaft steht und in derselben einen starken, vorwärts drängenden Willen, ein zwar noch tiefes und gründliches, aber lebendiges und handlungsträchtiges Wissen einsetzt. [...] Unsere Studenten und Dozenten stehen und wirken in der SA, der SS, der HJ, dem Jungvolk, dem BdM, der Arbeitsfront, der Volkswohlfahrt, und umgekehrt sind diese Verbände [...] in der Hochschule Gäste und Mitarbeiter.“
In seiner Dissertation 1922 analysierte er die Tonwahrnehmung von simultanen Zwei- und Mehrklängen bei Kindern und Erwachsenen. Die Wohlgefälligkeit wird individuell verschieden wahrgenommen. Mit zunehmendem Alter werden Konsonanzen und Dissonanzen deutlicher empfunden. Ebenso wird mit dem Alter reich gegliederte Musik als angenehmer wahrgenommen als einfache, das Gefühl für Tonalität nimmt zu.

## Schriften
- Die Gefühlsbetonung einiger unanalysierter Zweiklänge, Zweitenfolgen, Akkorde und Akkordfolgen bei Erwachsenen und Kindern, Langensalza: H. Bayer & Söhne, 1923.

## Einzelbelege
1. ↑  Karz Danzfuß: Rede auf der Kreistagung des NSLB, in: Der Ostpreußische Erzieher, 66, S. 311.

| Personendaten    | Personendaten                     |
| ---------------- | --------------------------------- |
| NAME             | Danzfuß, Karl                     |
| KURZBESCHREIBUNG | deutscher Pädagoge und Psychologe |
| GEBURTSDATUM     | 24. November 1883                 |
| GEBURTSORT       | Klein Rosenburg                   |
| STERBEDATUM      | 9. August 1937                    |
| STERBEORT        | Elbing                            |